# Affaire Lisa F.
 (avril 2020).
Dans l'affaire criminelle de Lisa F., une fille russo-allemande de 13 ans a été portée disparue pendant plus d'une journée à Berlin en janvier 2016. Après avoir été retrouvée, elle a d'abord affirmé qu'elle avait été enlevée et violée par trois inconnus. L'affaire a été rapidement utilisée par des responsables et des médias russes pour accuser l'Allemagne de tolérer et de couvrir les mauvais traitements infligés aux enfants, ce qui a provoqué des manifestations d'Allemands russes dans plusieurs villes d'Allemagne. L'histoire de l'enlèvement s'est révélée peu de temps après être fausse, après analyse par la police des registres des téléphones portables, et Lisa a admis qu'elle s'était cachée volontairement et n'avait pas été violée,.

## Déroulement des faits
Le 11 janvier, Lisa F. (nom abrégé conformément à la loi allemande sur la protection des renseignements personnels), une jeune russo-allemande de 13 ans, ayant la double nationalité et originaire du quartier Berlin-Marzahn, a disparu en se rendant à l'école,. Ses parents signalent sa disparition à la police. Le lendemain, elle revient chez elle après 30 heures d'absence et déclare à ses parents qu'elle avait été enlevée par trois inconnus d'origine "méridionale" ou "arabe", qui ne parlaient pas bien l'allemand. De plus, elle a d'abord dit à la police qu'elle avait été battue et violée. Son traçage téléphonique indiquait cependant qu'elle était restée chez son ami aîné Ismet S., ce qui a laissé entendre à la police allemande que le reste de l'histoire était une fausse déclaration.
Cependant, son ami admet avoir eu des rapports sexuels avec Lisa quelques mois plus tôt. La police allemande a mené des enquêtes criminelles sur deux hommes, un citoyen turc et un citoyen allemand d'origine turque, car un contact sexuel constituerait une infraction pénale au regard du droit allemand même avec consentement.
L'incident donne immédiatement lieu à des reportages intensifs dans les médias, en particulier dans les médias russes. Des tensions diplomatiques entre l'Allemagne et la Russie apparaissent quand le ministre russe des Affaires étrangères, Sergueï Lavrov, a accusé les autorités allemandes d'étouffer l'affaire. Le ministre allemand des Affaires étrangères, Frank-Walter Steinmeier, rejette ces allégations et demande à la Russie de ne pas "politiser" l'affaire .
Au cours d'un nouvel interrogatoire, la jeune fille a raconté une autre version des événements, au cours de laquelle elle aurait accompagné les hommes volontairement. Un porte-parole du bureau du procureur a déclaré: "Nous avons affaire à des contacts sexuels consentis". La police de Berlin a également nié qu'il y avait eu un enlèvement ou un viol  mais a néanmoins mené de nouvelles enquêtes criminelles contre deux suspects . Des proches de Lisa pour leur part maintiennent les allégations que la jeune fille avait soulevées au début.
Le 29 janvier, un porte-parole du parquet a déclaré à la presse que la nuit en question, la jeune fille se trouvait chez un homme de 19 ans, qui n'est pas soupçonné d'avoir eu de contacts sexuels avec elle, mais est considéré comme un témoin. La police a découvert cet homme en évaluant les données d'un téléphone portable, car la jeune fille elle-même avait raconté plusieurs versions de l'histoire. Apparemment, la jeune fille voulait fuir et a cherché refuge chez lui. Elle avait eu des problèmes à l'école et ne voulait pas aller voir ses parents. Néanmoins, une enquête criminelle concernant des accusations d'abus sur mineurs est lancée contre deux Allemands, soupçonnés d'avoir eu des contacts sexuels avec elle plusieurs mois avant sa disparition. L'âge du consentement en Allemagne est de 14 ans. L'accusation contre l'un d'eux a été abandonnée, car il n'était pas au courant de l'âge réel de la jeune fille.
Le 29 janvier, Steinmeier et Lavrov ont convenu lors d'un appel téléphonique de ne plus évoquer l'affaire. Le 31 janvier, une intervenante du parquet a déclaré à la presse que la jeune fille avait "immédiatement admis que l'histoire du viol n'était pas vraie" lorsqu'elle a été interrogée par des spécialistes trois jours après sa disparition,. Cependant, le 1er février, sa mère, Svetlana F., a répété les allégations initialement formulées par sa fille, ajoutant que Lisa avait des hématomes sous les yeux et du sang dans la bouche à son retour à la maison.
Néanmoins les incohérences dans les différentes versions des faits relatées par la jeune fille, le traçage de son téléphone et son aveu corroborent la thèse selon laquelle la jeune fille n'a pas été violée par des migrants comme l'avaient affirmé des médias russes.

## Manifestations
Après que les médias russes aient largement couvert l'histoire et rapporté que la jeune fille avait été maltraitée et détenue comme "esclave sexuelle", de nombreux Allemands russes ont réagi avec colère. À partir du 18 janvier, des manifestations ont eu lieu dans plusieurs régions d'Allemagne, notamment devant le Bundeskanzleramt à Berlin le 23 janvier,,,.

## Verdict
En juin 2017, Ismet S. a été condamné à deux ans de prison avec sursis pour avoir couché avec la jeune fille alors qu'elle avait moins de 14 ans.